# تیروزین-پروتئین کیناز CSK
تیروزین-پروتئین کیناز CSK (انگلیسی: Tyrosine-protein kinase CSK) که با نام سارک کیناز سی-ترمینال هم شناخته می‌شود، یک آنزیم است که در انسان توسط ژن «CSK» کُدگذاری می‌شود. این آنزیم ریشه‌های تیروزینی در انتهای کربوکسیلِ کینازهای خانوادهٔ سارک (SFKs) از جمله C-Src، HCK، FYN، Lck، LYN و YES1 را فسفریله می‌کند.
این «تیروزین-پروتئین کیناز غیر گیرنده‌ای» نقش مهمی در پاسخ ایمنی و تنظیم رشد، تمایز و کوچ سلولی ایفا می‌کند. CSK کارش را با با فرونشاندنِ فعالیت سی-سارک از طریق فسفریلاسیون در انتهای کربوکسیل آن انجام می‌دهد.